# Alchemilla megalodonta
Alchemilla megalodonta es una especie de planta del género Alchemilla, perteneciente a la familia Rosaceae.

## Taxonomía
Alchemilla megalodonta fue descrita por Plocek en 1983.

## Distribución
Se encuentra en el territorio de los montes Tatras.